# Phoenix Automotive (Gloucestershire)

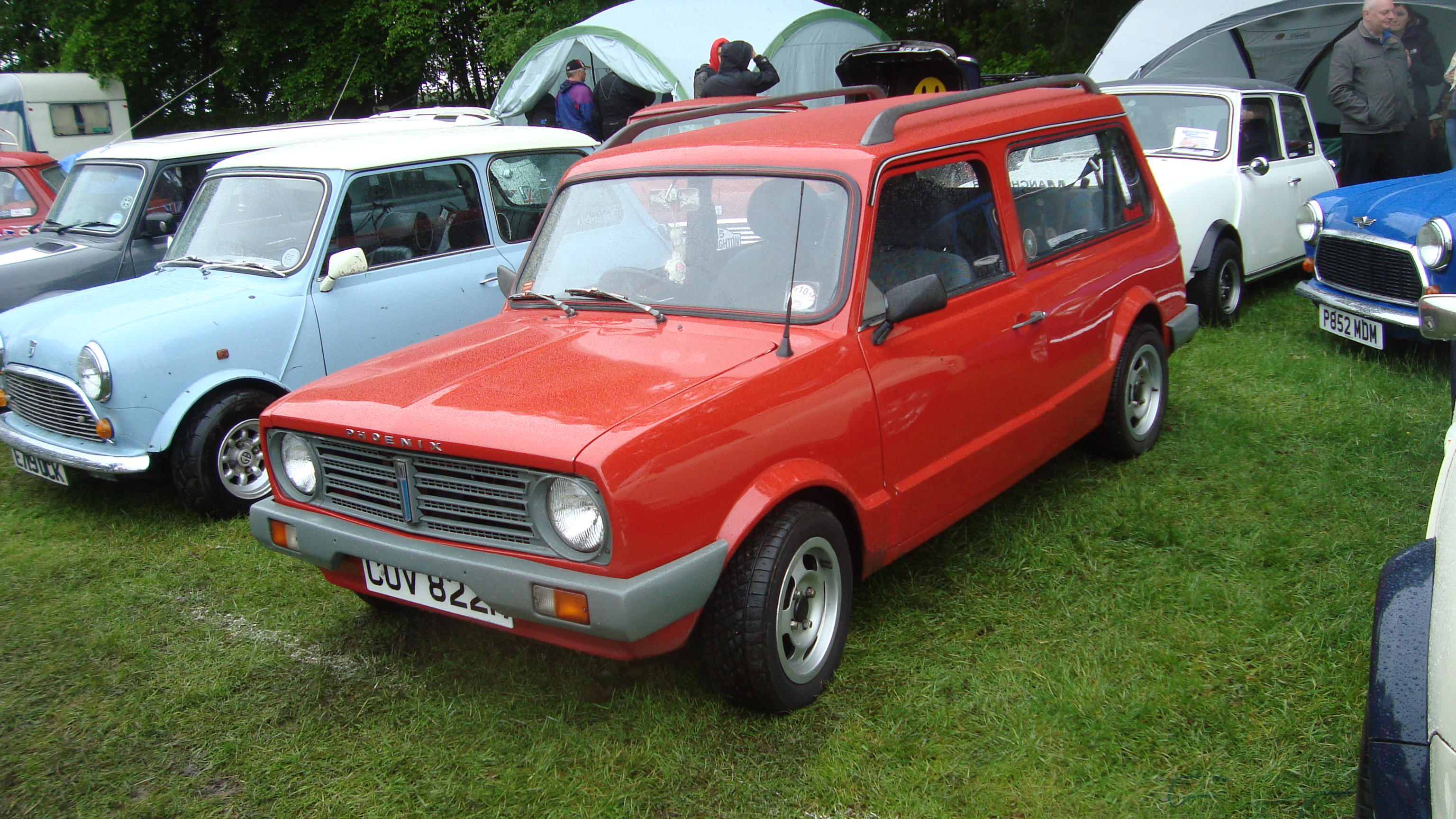
Phoenix

Phoenix Automotive Limited war ein britischer Hersteller von Automobilen.

## Unternehmensgeschichte
Paul Haussauer, der zuvor bei Clan Motor tätig war, gründete 1983 das Unternehmen in Moreton-in-Marsh in der Grafschaft Gloucestershire. Er begann mit der Produktion von Automobilen und Kits. Der Markenname lautete Phoenix. 1986 endete die Produktion. Insgesamt entstanden etwa 50 Exemplare.
Es bestand keine Verbindung zu Phoenix Automotive aus Wiltshire, die Jahre später die gleiche Firmierung nutzten.

## Fahrzeuge
Im Angebot stand nur ein Modell. Dies war ein kleiner Kombi. Richard Oakes war der Designer. Die Basis bildete der Mini. Neben dem Motor vom Mini war auch der Vierzylindermotor vom Mini Metro eine Alternative. Die Karosserie bestand aus Fiberglas und hatte eine einteilige große Heckklappe. Gegenüber dem ähnlichen Mini Clubman Kombi war das Fahrzeug etwas kleiner, leichter und rostbeständiger.